# Marcianus van Syracuse

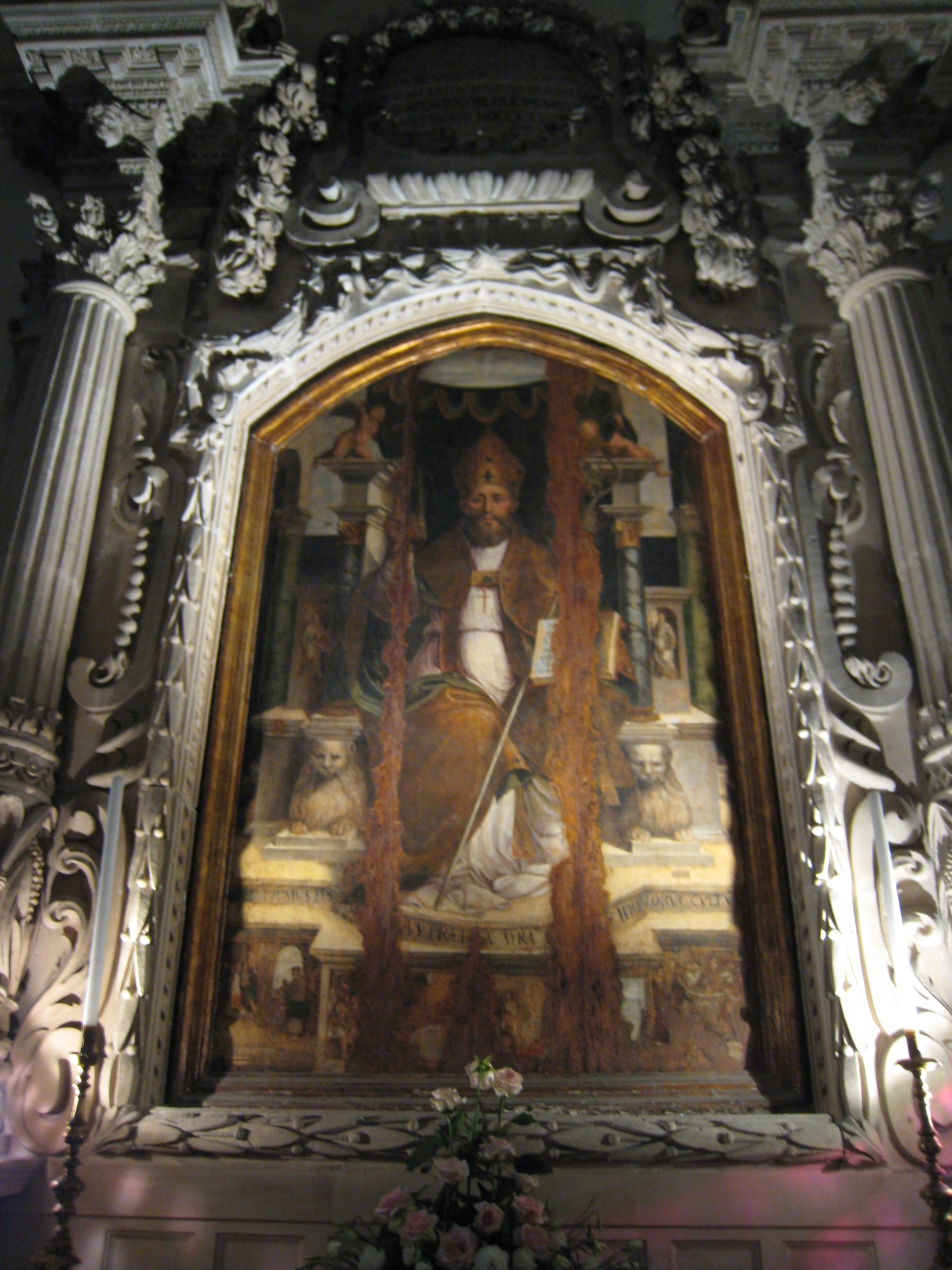
Marcianus van Syracuse. Schilderij in de Dom van Syracuse, Italië

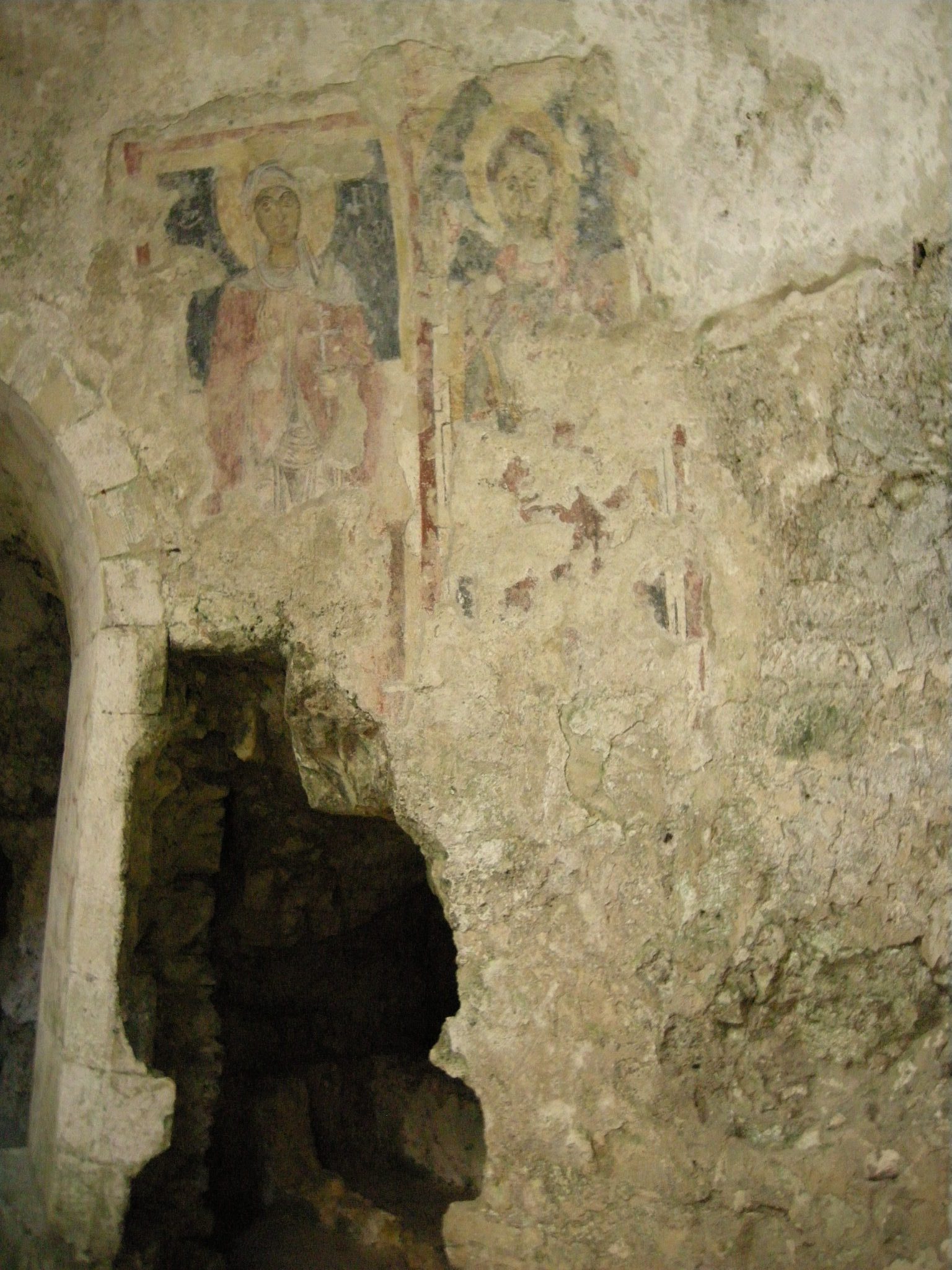
Crypte van Marcianus, in de catacomben van Syracuse

Marcianus van Syracuse (Antiochia ad Orontem, 1e eeuw – Syracuse, 1e eeuw) was een heilige en martelaar voor de Orthodoxe en Rooms-katholieke Kerk. Volgens de traditie was hij de eerste bisschop van Syracuse.
De oudste bronnen dateren van de 7e eeuw en zijn Siciliaans. Het was de periode dat de Grieks-orthodoxe ritus over heel Sicilië werd ingevoerd. In de 10e eeuw verscheen zijn naam in geschriften van orthodoxe auteurs elders. Nog latere versies van zijn heiligenleven werden geschreven door jezuïeten. 
De traditie in Syracuse verhaalt dat het graf van Marcianus ooit onder de Crypte van Marcianus lag; de Crypte van Marcianus is een term uit latere eeuwen wanneer de Byzantijnen de San Giovannikerk erboven bouwden.

## Heiligenleven
Volgens de traditie was Marcianus een discipel van Petrus, die predikte in Antiochië aan de Orontes. Antiochië was een van de grootste steden in het Romeinse Rijk en gelegen aan de Middellandse Zee in de provincie Syria. Marcianus werd door Petrus tot bisschop gewijd. 
Petrus stuurde zowel Marcianus als Pancratius van Taormina naar Sicilië. De bootreis bracht Marcianus in Syracuse en Pancratius in Taormina. 
Auteurs beschreven hoe vlot Marcianus de inwoners van Syracuse tot het christendom bracht. Hij was er de eerste bisschop. Aangezien het bisdom Syracuse pas later werd opgericht, wordt Marcianus van Syracuse een protovescovo of eerste bisschop of voorloper-bisschop genoemd. In de Handelingen der apostelen (28, 12) wordt vermeld hoe Paulus drie dagen in Syracuse doorbracht op zijn reis naar Rome.
Marcianus stierf de marteldood in Syracuse. De gouverneurs Seleucus en Gordianus lieten hem folteren. Ze wierpen hem in zee, gooiden hem van een toren en brachten hem op de brandstapel. Aangezien Marcianus dit overleefde, wurgden ze hem. Marcianus werd volgens de overlevering begraven in de catacomben onder de later gebouwde San Giovannikerk, de eerste bisschopskerk van Syracuse. De Crypte van Marcianus in de catacomben is naar hem vernoemd.
In het jaar 255 leefde er nog een bisschop in Syracuse met de naam Marcianus, wat tot persoonsverwisselingen heeft geleid.

## Verering
- Marcianus van Syracuse is patroonheilige van het aartsbisdom Syracuse. Marcianus’ relikwieën liggen niet in Syracuse, maar in Messina, Sicilië, en in Gaeta, Latium, op het Italiaanse vasteland.
- De twee patroonheiligen van Gaeta zijn Marcianus van Syracuse en Erasmus van Formiae. De kathedraal van Gaeta bezit relikwieën van hen beiden. De relikwieën van Marcianus geraakten in Gaeta, via Patras in Griekenland, omdat geestelijken de relikwieën wegvoerden tijdens Arabische invallen in Sicilië (9e – 10e eeuw).
- De kathedraal van Messina bezit een relikwie uit de arm van Marcianus, en dit sinds de 12e eeuw. Deze relikwie zou afkomstig zijn Syracuse.